# Resultados do Carnaval de São Paulo em 2025
Nesta página estão apontados os resultados do Carnaval de São Paulo no ano de 2025. Os desfiles foram realizados entre os dias 22 de fevereiro e 8 de março de 2025.
Rosas de Ouro foi a campeã do Grupo Especial, conquistando seu oitavo título na elite do carnaval, quebrando o jejum de 15 anos sem conquistas. O enredo "Rosas de Ouro em Uma Grande Jogada" foi desenvolvido pelo carnavalesco Fábio Ricardo, que conquistou seu primeiro título no Grupo Especial. O desfile abordou a história dos jogos. A Acadêmicos do Tatuapé empatou com a mesma pontuação final que a Rosas, mas perdeu o título nos critérios de desempate. A escola fez um desfile sobre a Justiça. Acadêmicos do Tucuruvi e Mancha Verde retornaram para o Grupo de Acesso.
Tom Maior venceu o Grupo de Acesso, retornando ao Grupo Especial de onde foi rebaixada no ano anterior, reeditando seu enredo de 2009. Vice-campeã, a Mocidade Unida da Mooca obteve o inédito acesso ao Grupo Especial com um desfile sobre o líder indígena Ailton Krenak. Pérola Negra venceu o Grupo de Acesso 2, retornando a segunda divisão junto com a vice-campeã Camisa 12. Uirapuru da Mooca venceu o Grupo Especial de Bairros, Filhos da Santa conquistou o Acesso 1 de Bairros, Cacique do Parque foi a campeã do Acesso 2 de Bairros e a Acadêmicos do Ipiranga venceu o Acesso 3 de Bairros.
Pelo terceiro ano consecutivo, a TV Globo e a TV Brasil dividiram os direitos de transmissão em rede nacional dos desfiles das escolas de samba, com a primeira transmitido os dois dias do Grupo Especial (a qual já realiza a cobertura desde a década de 70) e a segunda as apresentações do Grupo de Acesso I e II, além do desfile das campeãs dos três grupos do Anhembi. A TV Cultura transmitiu os desfiles do Grupo Especial de Bairros.

## Escolas de Samba

### Grupo Especial
O desfile do Grupo Especial é organizado pela Liga Independente das Escolas de Samba de São Paulo (LigaSP) e realizado no Sambódromo do Anhembi.
Ordem dos desfiles
A ordem dos desfiles foi definida em uma reunião realizada no dia 18 de maio de 2024 na Fábrica do Samba. Ao contrário dos anos anteriores, não houve sorteio com as escolas escolhendo suas posições de desfile com uma lógica baseada em suas posições do ano anterior. Por terem subido, a Estrela do Terceiro Milênio e a Colorado do Brás foram as últimas escolas a escolherem suas posições, enquanto que a Colorado por ter sido a vice-campeã pegou a última posição disponível e abriu o primeiro dia de desfiles, com duas posições disponíveis, a Estrela do Terceiro Milênio escolheu ser a 6ª escola da segunda noite, já que a Águia de Ouro havia escolhido abrir esta noite. A então campeã, a Mocidade Alegre escolheu desfilar como a terceira escola da segunda noite, alocando a Dragões da Real automaticamente para a primeira noite, pelo fato dela ter sido a vice-campeã do ano anterior.

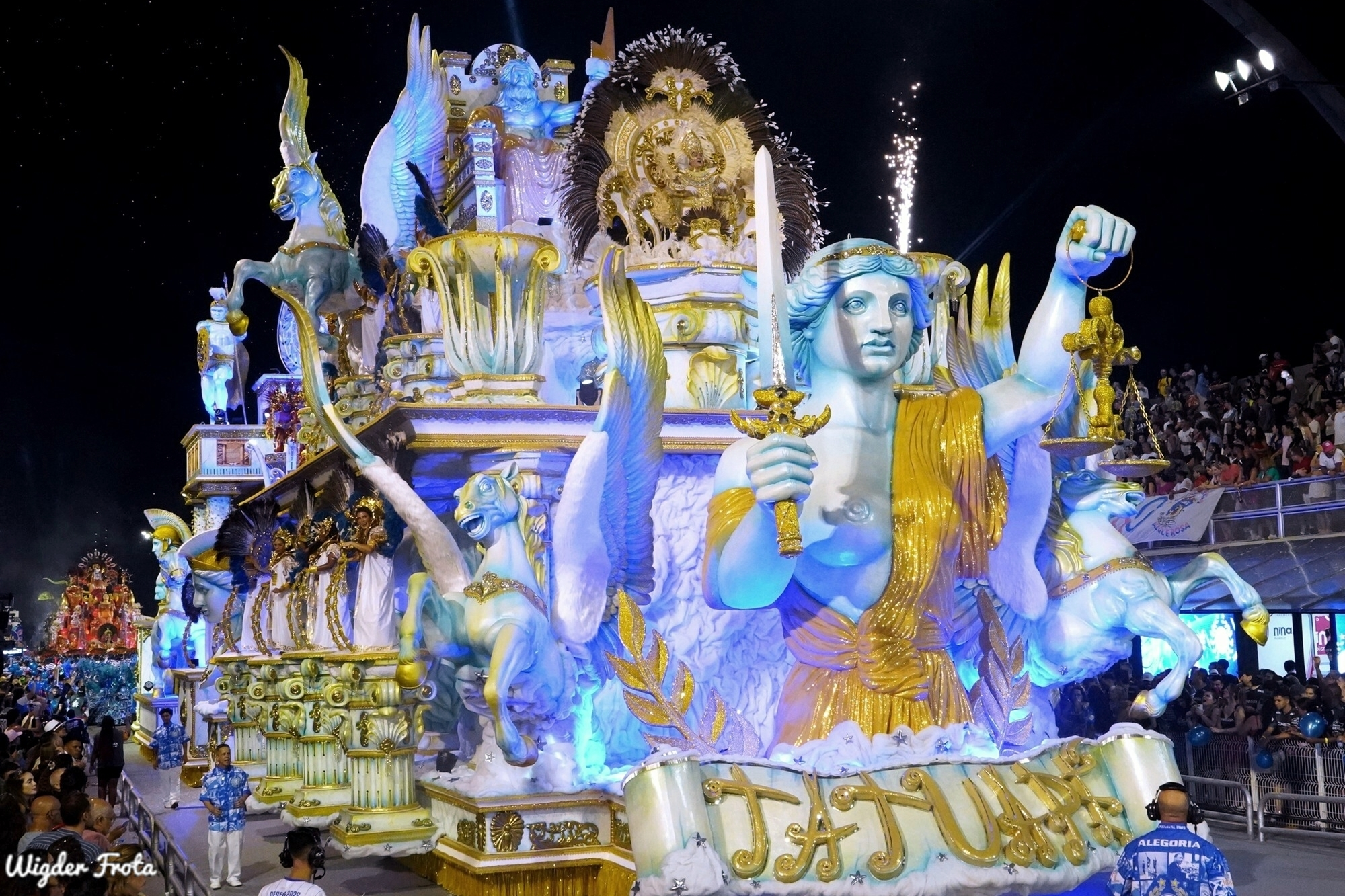
Abre-alas da Tatuapé no desfile de 2025. Escola foi a vice-campeã do Grupo Especial.

| Sexta-feira (28/02/2025) | Sábado (01/03/2025) |
| 1. Colorado do Brás 2. Barroca Zona Sul 3. Dragões da Real 4. Mancha Verde 5. Acadêmicos do Tatuapé 6. Rosas de Ouro 7. Camisa Verde e Branco | 1. Águia de Ouro 2. Império de Casa Verde 3. Mocidade Alegre 4. Gaviões da Fiel 5. Acadêmicos do Tucuruvi 6. Estrela do Terceiro Milênio 7. Vai-Vai |

Notas
| Agremiações (por ordem de desfile) | Enredo | Enredo | Enredo | Enredo | Bateria | Bateria | Bateria | Bateria | Samba-Enredo | Samba-Enredo | Samba-Enredo | Samba-Enredo | Mestre Sala e Porta-Bandeira | Mestre Sala e Porta-Bandeira | Mestre Sala e Porta-Bandeira | Mestre Sala e Porta-Bandeira | Comissão de Frente | Comissão de Frente | Comissão de Frente | Comissão de Frente | Harmonia | Harmonia | Harmonia | Harmonia | Alegoria | Alegoria | Alegoria | Alegoria | Fantasia | Fantasia | Fantasia | Fantasia | Evolução | Evolução | Evolução | Evolução | P    | TOTAL |
| Sexta-feira                        | J1     | J2     | J3     | J4     | J1      | J2      | J3      | J4      | J1           | J2           | J3           | J4           | J1                           | J2                           | J3                           | J4                           | J1                 | J2                 | J3                 | J4                 | J1       | J2       | J3       | J4       | J1       | J2       | J3       | J4       | J1       | J2       | J3       | J4       | J1       | J2       | J3       | J4       |      |       |
| ---------------------------------- | ------ | ------ | ------ | ------ | ------- | ------- | ------- | ------- | ------------ | ------------ | ------------ | ------------ | ---------------------------- | ---------------------------- | ---------------------------- | ---------------------------- | ------------------ | ------------------ | ------------------ | ------------------ | -------- | -------- | -------- | -------- | -------- | -------- | -------- | -------- | -------- | -------- | -------- | -------- | -------- | -------- | -------- | -------- | ---- | ----- |
| Colorado                           | 10     | 10     | 9.8    | 9.7    | 10      | 10      | 10      | 10      | 10           | 10           | 9.9          | 10           | 10                           | 9.8                          | 10                           | 10                           | 10                 | 9.9                | 10                 | 10                 | 10       | 10       | 10       | 10       | 9.9      | 10       | 9.9      | 10       | 10       | 10       | 9.9      | 10       | 10       | 9.9      | 9.8      | 9.8      |      | 269.3 |
| Barroca                            | 10     | 10     | 9.8    | 10     | 10      | 10      | 10      | 10      | 10           | 10           | 9.9          | 9.9          | 9.9                          | 9.9                          | 10                           | 9.9                          | 9.9                | 10                 | 10                 | 10                 | 9.9      | 10       | 9.9      | 10       | 9.9      | 10       | 10       | 10       | 10       | 9.9      | 9.9      | 10       | 9.7      | 9.8      | 10       | 9.7      |      | 269.0 |
| Dragões                            | 10     | 10     | 10     | 9.9    | 10      | 10      | 10      | 10      | 9.9          | 10           | 9.8          | 10           | 10                           | 10                           | 9.9                          | 9.9                          | 10                 | 9.9                | 10                 | 10                 | 9.9      | 10       | 10       | 10       | 9.9      | 9.9      | 9.9      | 10       | 10       | 10       | 10       | 10       | 10       | 10       | 9.9      | 10       |      | 269.6 |
| Mancha                             | 10     | 9.8    | 9.9    | 9.8    | 10      | 10      | 10      | 10      | 10           | 10           | 10           | 10           | 9.9                          | 9.8                          | 10                           | 9.8                          | 10                 | 10                 | 10                 | 10                 | 10       | 10       | 10       | 10       | 9.9      | 9.9      | 9.9      | 10       | 10       | 10       | 10       | 10       | 10       | 9.8      | 9.9      | 9.8      |      | 268.9 |
| Tatuapé                            | 10     | 10     | 9.9    | 10     | 10      | 10      | 10      | 10      | 10           | 10           | 10           | 10           | 10                           | 10                           | 10                           | 9.9                          | 10                 | 10                 | 10                 | 9.9                | 10       | 10       | 10       | 10       | 9.8      | 10       | 9.8      | 10       | 10       | 10       | 10       | 10       | 10       | 10       | 10       | 9.8      |      | 269.8 |
| Rosas                              | 10     | 10     | 10     | 10     | 10      | 10      | 10      | 10      | 10           | 10           | 9.8          | 10           | 10                           | 9.9                          | 9.8                          | 9.9                          | 10                 | 10                 | 10                 | 10                 | 10       | 10       | 10       | 10       | 10       | 10       | 10       | 10       | 10       | 10       | 10       | 10       | 10       | 10       | 9.9      | 10       | +0,1 | 269.9 |
| Camisa                             | 10     | 10     | 10     | 9.8    | 10      | 10      | 10      | 10      | 10           | 9.9          | 10           | 10           | 10                           | 10                           | 10                           | 10                           | 10                 | 10                 | 10                 | 9.9                | 9.9      | 10       | 10       | 10       | 10       | 10       | 9.9      | 10       | 10       | 9.9      | 9.8      | 9.9      | 10       | 10       | 9.9      | 9.7      |      | 269.7 |
| Sábado                             | J1     | J2     | J3     | J4     | J1      | J2      | J3      | J4      | J1           | J2           | J3           | J4           | J1                           | J2                           | J3                           | J4                           | J1                 | J2                 | J3                 | J4                 | J1       | J2       | J3       | J4       | J1       | J2       | J3       | J4       | J1       | J2       | J3       | J4       | J1       | J2       | J3       | J4       |      |       |
| Águia                              | 10     | 10     | 10     | 9.9    | 10      | 10      | 10      | 10      | 10           | 10           | 10           | 10           | 10                           | 9.9                          | 10                           | 10                           | 9.9                | 10                 | 10                 | 10                 | 10       | 10       | 10       | 10       | 10       | 10       | 10       | 10       | 10       | 9.9      | 10       | 10       | 9.9      | 9.8      | 9.8      | 9.7      |      | 269.5 |
| Império                            | 9.9    | 9.9    | 10     | 9.6    | 10      | 10      | 10      | 10      | 9.9          | 10           | 10           | 10           | 9.9                          | 9.8                          | 10                           | 9.8                          | 10                 | 10                 | 10                 | 9.9                | 10       | 9.9      | 10       | 10       | 10       | 10       | 10       | 10       | 10       | 10       | 10       | 9.9      | 9.9      | 9.9      | 9.9      | 9.7      |      | 269.2 |
| Mocidade                           | 10     | 10     | 10     | 9.9    | 10      | 10      | 10      | 10      | 10           | 10           | 10           | 10           | 10                           | 9.9                          | 10                           | 9.9                          | 10                 | 10                 | 10                 | 10                 | 10       | 10       | 10       | 10       | 10       | 10       | 10       | 10       | 10       | 10       | 10       | 9.9      | 9.9      | 9.9      | 10       | 9.7      |      | 269.7 |
| Gaviões                            | 10     | 10     | 10     | 10     | 10      | 10      | 10      | 10      | 9.9          | 9.9          | 9.9          | 10           | 9.9                          | 10                           | 10                           | 10                           | 10                 | 10                 | 10                 | 10                 | 10       | 10       | 10       | 10       | 10       | 10       | 10       | 10       | 10       | 9.8      | 10       | 9.9      | 10       | 10       | 10       | 9.8      |      | 269.7 |
| Tucuruvi                           | 9.7    | 9.5    | 9.8    | 9.8    | 10      | 10      | 10      | 10      | 10           | 9.9          | 9.8          | 9.9          | 10                           | 9.9                          | 10                           | 10                           | 10                 | 10                 | 10                 | 10                 | 10       | 9.8      | 10       | 10       | 9.9      | 10       | 10       | 10       | 10       | 10       | 10       | 10       | 10       | 9.9      | 10       | 9.9      |      | 269.0 |
| 3º Milênio                         | 9.8    | 9.9    | 9.8    | 10     | 10      | 10      | 10      | 10      | 9.9          | 10           | 9.8          | 9.9          | 10                           | 10                           | 10                           | 9.9                          | 10                 | 10                 | 10                 | 10                 | 9.9      | 10       | 10       | 10       | 9.9      | 10       | 10       | 10       | 10       | 10       | 10       | 10       | 9.8      | 10       | 10       | 10       |      | 269.5 |
| Vai-Vai                            | 10     | 9.9    | 10     | 9.9    | 10      | 10      | 10      | 10      | 10           | 10           | 10           | 10           | 9.9                          | 10                           | 10                           | 9.8                          | 10                 | 10                 | 10                 | 9.9                | 10       | 10       | 10       | 10       | 10       | 10       | 9.9      | 9.9      | 10       | 9.5      | 9.8      | 10       | 10       | 10       | 9.9      | 9.7      |      | 269.4 |

Classificação

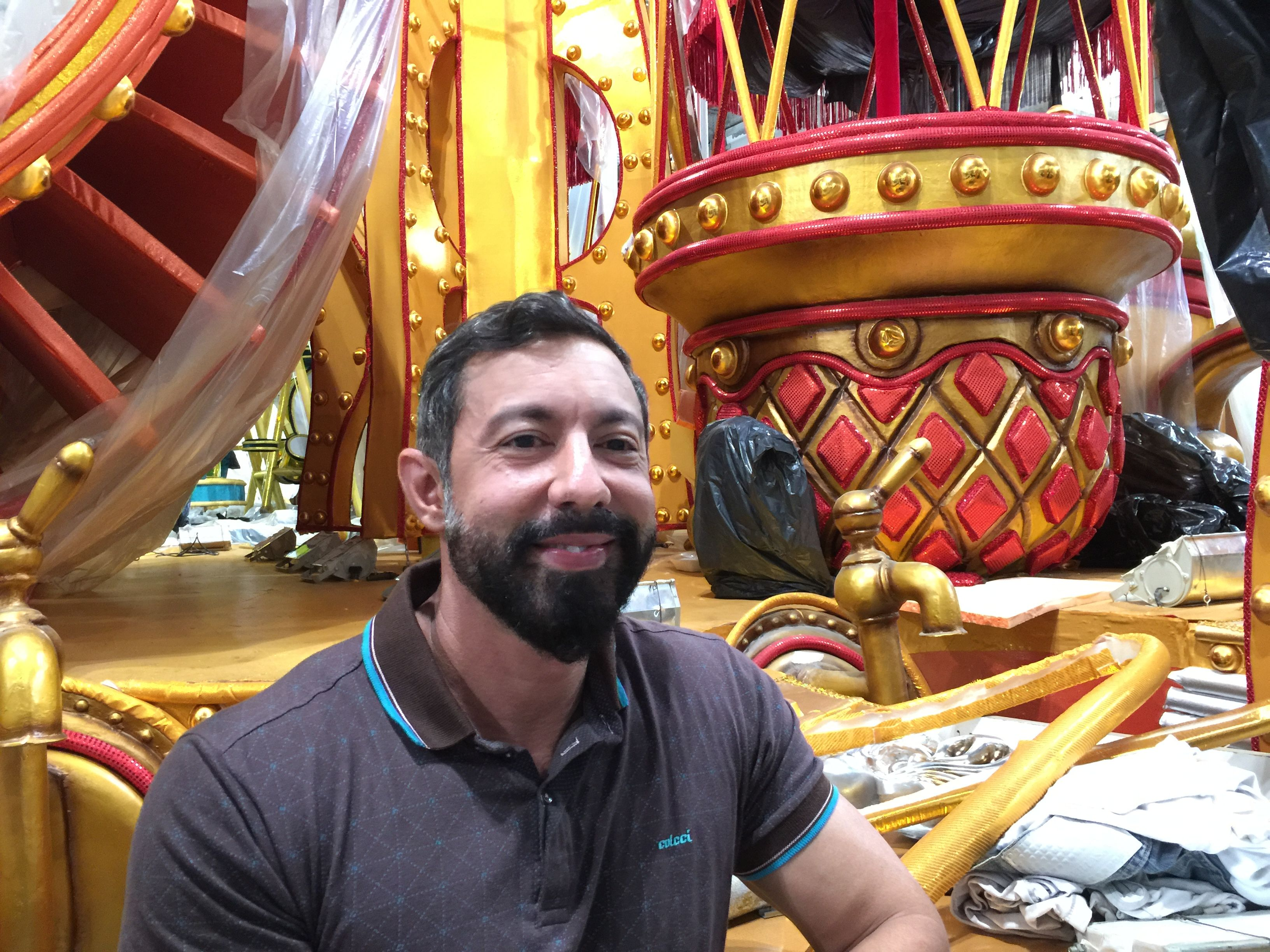
Fábio Ricardo, carnavalesco do Rosas de Ouro, conquistou seu primeiro título na elite do carnaval.

Rosas de Ouro conquistou seu oitavo título de campeã do Grupo Especial paulistano, quebrando o jejum de 15 anos sem vencer na elite do carnaval. O título anterior da escola foi conquistado em 2010. Sexta escola a se apresentar na primeira noite do Especial, o Rosas realizou um desfile sobre a história dos jogos. O enredo "Rosas de Ouro em Uma Grande Jogada" foi desenvolvido pelo carnavalesco Fábio Ricardo, que conquistou seu primeiro título no Grupo Especial.
Acadêmicos do Tatuapé empatou na pontuação final com a Rosas de Ouro. O critério desempate neste ano foi a soma das notas descartadas. A escola falou sobre a busca da humanidade por Justiça. Terceira colocada, a Gaviões da Fiel se apresentou com um desfile sobre as máscaras africanas.Foi o primeiro enredo de temática afro da história da escola. Campeã dos dois anos anteriores, a Mocidade Alegre terminou em quarto lugar falando sobre os patuás. O Camisa Verde e Branco conquistou a última vaga do Desfile das Campeãs homenageando o cantor Cazuza, morto em 1990.
Sexta colocada, a Dragões da Real fez um desfile baseado na canção Aquarela, de Toquinho, sobre o ciclo da vida. O tema homenageou o neto do carnavalesco da escola Jorge Freitas, falecido no ano anterior. Águia de Ouro se classificou em sétimo lugar homenageando o cantor Benito di Paula. O artista participou do desfile, vindo na última alegoria. De volta ao Grupo Especial, após o título do Acesso 1 do ano anterior, a Estrela do Terceiro Milênio se classificou em oitavo lugar com um desfile sobre a luta pelos direitos da comunidade LGBTQIAPN+. Vai-Vai obteve o nono lugar homenageando o diretor e dramaturgo Zé Celso Martinez, morto em 2023. De volta ao Grupo Especial, após o vice-campeonato do Grupo de Acesso 1 no ano anterior, o Colorado do Brás se classificou em décimo lugar com um desfile sobre a história do Afoxé Filhos de Gandhy. Décima primeira colocada, o Império de Casa Verde fez um desfile que apresentava uma versão desconstruída das histórias da literatura infantojuvenil. Barroca Zona Sul se classificou em décimo segundo lugar falando sobre o orixá Iansã. Após quatro anos consecutivos na primeira divisão, o Acadêmicos do Tucuruvi foi rebaixado para o Grupo de Acesso 1. Penúltima colocada, a escola realizou um desfile sobre o manto tupinambá. A Mancha Verde também foi rebaixada para a segunda divisão, após oito anos consecutivos no Grupo Especial. Última colocada, a escola realizou um desfile sobre a religiosidade da Bahia.
| Pos | Escolas de Samba            | Enredo                                                                                 | Total | Classificação ou rebaixamento        |
| --- | --------------------------- | -------------------------------------------------------------------------------------- | ----- | ------------------------------------ |
| 1   | Rosas de Ouro               | Rosas de Ouro em Uma Grande Jogada                                                     | 269,8 | Campeã do Carnaval de 2025           |
| 2   | Acadêmicos do Tatuapé       | Justiça - A Injustiça num lugar qualquer é uma ameaça à justiça em todo lugar          | 269,8 | Desfile das Campeãs de 2025          |
| 3   | Gaviões da Fiel             | Irin Ajó Emi Ojisé                                                                     | 269,7 | Desfile das Campeãs de 2025          |
| 4   | Mocidade Alegre             | Quem não pode com mandinga não carrega patuá                                           | 269,7 | Desfile das Campeãs de 2025          |
| 5   | Camisa Verde e Branco       | O Tempo Não Para! Cazuza - O Poeta Vive!                                               | 269,7 | Desfile das Campeãs de 2025          |
| 6   | Dragões da Real             | A vida é um sonho pintado em aquarela!                                                 | 269,6 |                                      |
| 7   | Águia de Ouro               | Em retalhos de cetim, a Águia de Ouro do jeito que a vida quer                         | 269,5 |                                      |
| 8   | Estrela do Terceiro Milênio | Muito Além do Arco-Íris! Tire o preconceito do caminho que nós vamos passar com o amor | 269,5 |                                      |
| 9   | Vai-Vai                     | O Xamã devorado y a deglutição bacante de quem ousou sonhar desordem                   | 269,4 |                                      |
| 10  | Colorado do Brás            | Afoxé Filhos de Gandhy no ritmo da fé                                                  | 269,3 |                                      |
| 11  | Império de Casa Verde       | Cantando Contos: Reinos da Literatura                                                  | 269,2 |                                      |
| 12  | Barroca Zona Sul            | Os Nove Oruns de Iansã                                                                 | 269,0 |                                      |
| 13  | Acadêmicos do Tucuruvi      | Assojaba - A Busca pelo Manto                                                          | 269,0 | Descem para o Grupo de Acesso 1 2026 |
| 14  | Mancha Verde                | Bahia, da Fé ao Profano                                                                | 268,9 | Descem para o Grupo de Acesso 1 2026 |

Premiações
| Prêmios 2025                 | Estrela do Carnaval                | Recordar é Viver                 | Prêmio SASP               |
| ---------------------------- | ---------------------------------- | -------------------------------- | ------------------------- |
| Escola / Desfile             | Rosas de Ouro                      | -                                | Gaviões da Fiel           |
| Samba-enredo                 | Barroca Zona Sul                   | Barroca Zona Sul                 | Barroca Zona Sul          |
| Bateria                      | Mocidade                           | Rosas de Ouro                    | Império                   |
| Mestre-sala e Porta-bandeira | Diego e Jussara (Tatuapé)          | Arthur e Waleska (Estrela)       | Diego e Jussara (Tatuapé) |
| Comissão de Frente           | Estrela do Terceiro Milênio        | Rosas de Ouro                    | Dragões da Real           |
| Intérprete                   | Ernesto Teixeira (Gaviões da Fiel) | Hudson Luiz (Tucuruvi)           | Hudson Luiz (Tucuruvi)    |
| Ala de Baianas               | Gaviões da Fiel                    | Vai-Vai                          | Rosas                     |
| Alegorias                    | Tucuruvi                           | Rosas de Ouro                    | Mocidade                  |
| Fantasias                    | Gaviões da Fiel                    | -                                | Império                   |
| Carnavalesco                 | Fábio Ricardo (Rosas)              | -                                | -                         |
| Rainha de Bateria            | -                                  | Aline Oliveira (Mocidade Alegre) | -                         |
| Passistas                    | -                                  | Gaviões da Fiel                  | -                         |

### Grupo de Acesso 1
O desfile do Grupo de Acesso 1 é organizado pela Liga Independente das Escolas de Samba de São Paulo (LigaSP) e realizado no Sambódromo do Anhembi.
Ordem de desfile
| Domingo (02/03/2025) |
| 1. Unidos de São Lucas 2. Mocidade Unida da Mooca 3. Independente Tricolor 4. Unidos de Vila Maria 5. Tom Maior 6. Nenê de Vila Matilde 7. X-9 Paulistana 8. Dom Bosco de Itaquera |

Notas
| Agremiações (por ordem de desfile) | Enredo | Enredo | Enredo | Enredo | Bateria | Bateria | Bateria | Bateria | Samba-Enredo | Samba-Enredo | Samba-Enredo | Samba-Enredo | Mestre Sala e Porta-Bandeira | Mestre Sala e Porta-Bandeira | Mestre Sala e Porta-Bandeira | Mestre Sala e Porta-Bandeira | Comissão de Frente | Comissão de Frente | Comissão de Frente | Comissão de Frente | Harmonia | Harmonia | Harmonia | Harmonia | Alegoria | Alegoria | Alegoria | Alegoria | Fantasia | Fantasia | Fantasia | Fantasia | Evolução | Evolução | Evolução | Evolução | P    | TOTAL |
| Domingo                            | J1     | J2     | J3     | J4     | J1      | J2      | J3      | J4      | J1           | J2           | J3           | J4           | J1                           | J2                           | J3                           | J4                           | J1                 | J2                 | J3                 | J4                 | J1       | J2       | J3       | J4       | J1       | J2       | J3       | J4       | J1       | J2       | J3       | J4       | J1       | J2       | J3       | J4       |      |       |
| ---------------------------------- | ------ | ------ | ------ | ------ | ------- | ------- | ------- | ------- | ------------ | ------------ | ------------ | ------------ | ---------------------------- | ---------------------------- | ---------------------------- | ---------------------------- | ------------------ | ------------------ | ------------------ | ------------------ | -------- | -------- | -------- | -------- | -------- | -------- | -------- | -------- | -------- | -------- | -------- | -------- | -------- | -------- | -------- | -------- | ---- | ----- |
| Unidos de São Lucas                | 10     | 10     | 9,9    | 9,9    | 10      | 10      | 9,8     | 10      | 10           | 10           | 10           | 10           | 9,9                          | 10                           | 9,9                          | 9,9                          | 9,9                | 9,9                | 10                 | 10                 | 9,9      | 10       | 10       | 10       | 10       | 9,9      | 9,8      | 10       | 10       | 9,8      | 9,8      | 10       | 9,9      | 10       | 9,6      | 9,7      |      | 268,9 |
| Mocidade Unida da Mooca            | 9,9    | 9,9    | 10     | 10     | 9,9     | 10      | 10      | 10      | 10           | 10           | 10           | 9,9          | 10                           | 10                           | 10                           | 9,9                          | 10                 | 10                 | 10                 | 10                 | 10       | 10       | 10       | 10       | 10       | 10       | 9,9      | 10       | 10       | 9,9      | 9,8      | 10       | 10       | 10       | 9,9      | 10       |      | 269,8 |
| Independente Tricolor              | 10     | 10     | 9,9    | 9,9    | 10      | 10      | 10      | 10      | 10           | 9,9          | 9,9          | 9,8          | 10                           | 10                           | 9,9                          | 10                           | 10                 | 10                 | 10                 | 10                 | 9,8      | 9,9      | 9,9      | 10       | 9,9      | 10       | 10       | 9,8      | 10       | 10       | 10       | 10       | 10       | 9,8      | 10       | 9,7      |      | 269,2 |
| Unidos de Vila Maria               | 10     | 10     | 10     | 10     | 10      | 10      | 10      | 10      | 10           | 10           | 10           | 10           | 10                           | 9,9                          | 9,9                          | 10                           | 10                 | 10                 | 10                 | 10                 | 10       | 10       | 10       | 10       | 9,9      | 10       | 9,9      | 10       | 9,9      | 10       | 10       | 10       | 10       | 10       | 9,9      | 9,7      |      | 269,7 |
| Tom Maior                          | 9,9    | 10     | 10     | 10     | 10      | 10      | 10      | 10      | 10           | 10           | 10           | 9,9          | 10                           | 10                           | 10                           | 10                           | 10                 | 10                 | 10                 | 10                 | 9,9      | 9,9      | 10       | 10       | 10       | 10       | 10       | 10       | 10       | 10       | 10       | 10       | 10       | 9,9      | 10       | 9,6      |      | 269,8 |
| Nenê de Vila Matilde               | 10     | 10     | 10     | 10     | 10      | 10      | 10      | 10      | 10           | 9,9          | 9,9          | 10           | 9,9                          | 10                           | 10                           | 9,9                          | 10                 | 10                 | 10                 | 10                 | 10       | 10       | 10       | 10       | 10       | 10       | 9,9      | 10       | 10       | 10       | 10       | 10       | 10       | 10       | 9,9      | 9,7      |      | 269,7 |
| X-9 Paulistana                     | 10     | 10     | 9,8    | 10     | 10      | 10      | 10      | 10      | 10           | 10           | 10           | 10           | 9,9                          | 9,9                          | 10                           | 10                           | 10                 | 10                 | 10                 | 10                 | 10       | 10       | 10       | 10       | 9,8      | 9,8      | 9,8      | 10       | 10       | 9,9      | 9,9      | 10       | 10       | 9,9      | 9,7      | 9,7      |      | 269   |
| Dom Bosco de Itaquera              | 10     | 10     | 10     | 9,8    | 10      | 10      | 10      | 10      | 10           | 10           | 10           | 10           | 9,9                          | 10                           | 10                           | 10                           | 10                 | 9,9                | 9,9                | 10                 | 10       | 10       | 10       | 10       | 10       | 10       | 10       | 9,8      | 10       | 9,7      | 10       | 9,9      | 10       | 9,9      | 9,8      | 9,7      | -0.3 | 269,2 |

Classificação
Tom Maior e Mocidade Unida da Mooca somaram a mesma pontuação e foram promovidas à primeira divisão. Pelos critérios de desempate, a Tom Maior ficou com o título do Grupo de Acesso 1 e retorna ao Grupo Especial, de onde foi rebaixada no carnaval anterior. A escola reeditou seu enredo de 2009, sobre Angola. Aos 37 anos de existência, a Mocidade Unida da Mooca foi promovida à primeira divisão pela primeira vez na história. Vice-campeã, a escola realizou um desfile sobre o líder indígena Ailton Krenak.
Nenê de Vila Matilde e Unidos de Vila Maria somaram a mesma pontuação. Pelos critérios de desempate, a Nenê obteve o terceiro lugar com um desfile sobre as origens medievais de festas brasileiras. Quarta colocada, a Vila Maria falou sobre a preservação do Planeta Terra e a Conferência das Nações Unidas sobre as Mudanças Climáticas de 2025. Dom Bosco de Itaquera obteve o quinto lugar com um desfile sobre o circo. Sexta colocada, a Independente Tricolor falou sobre os gritos que marcaram a história do Brasil. De volta à segunda divisão após vencer o Grupo de Acesso 2 no ano anterior, a X-9 Paulistana foi rebaixada de volta para a terceira divisão. A escola terminou na penúltima colocação com um desfile baseado na canção Clareou, composta por Serginho Meriti e Rodrigo Leite. Última colocada, a Unidos de São Lucas também foi rebaixada de volta para o Grupo de Acesso 2 com um desfile sobre o Ijexá.
| Pos | Escolas de Samba        | Enredo | Pts   | Desempate | Classificação ou rebaixamento        |
| --- | ----------------------- | --- | ----- | --------- | ------------------------------------ |
| 1   | Tom Maior               | Uma nova Angola se abre para o mundo! Em nome da paz, Martinho da Vila canta a liberdade! (Reedição do próprio enredo de 2009) | 269,8 | Fantasia  | Sobem para o Grupo Especial 2026     |
| 2   | Mocidade Unida da Mooca | Krenak - O Presente Ancestral                                                                                                  | 269,8 | Fantasia  | Sobem para o Grupo Especial 2026     |
| 3   | Nenê de Vila Matilde    | Um quê de poesia e um tanto de magia, nessa arte de encantar o imaginário popular…                                             | 269,7 | Fantasia  |                                      |
| 4   | Unidos de Vila Maria    | O Planeta Terra pede socorro. É tempo de renovar e preservar!                                                                  | 269,7 | Fantasia  |                                      |
| 5   | Dom Bosco de Itaquera   | O Circo Místico das Ilusões | 269,2 |           |                                      |
| 6   | Independente Tricolor   | Gritos de Resistência | 269,2 |           |                                      |
| 7   | X-9 Paulistana          | Clareou! Um novo dia sempre vai raiar                                                                                          | 269   |           | Descem para o Grupo de Acesso 2 2026 |
| 8   | Unidos de São Lucas     | Ijexá | 268,9 |           | Descem para o Grupo de Acesso 2 2026 |

### Grupo de Acesso 2
O desfile do Grupo de Acesso 2 é organizado pela Liga Independente das Escolas de Samba de São Paulo (LigaSP) e realizado no Sambódromo do Anhembi.
Ordem de desfile
| Sábado (22/02/2025) |
| 1. Raízes do Samba 2. Imperatriz da Paulicéia 3. Unidos do Peruche 4. Torcida Jovem do Santos 5. Peróla Negra 6. Morro da Casa Verde 7. Imperador do Ipiranga 8. Primeira da Cidade Líder 9. Brinco da Marquesa 10. Camisa 12 |

Notas
| Agremiações (por ordem de desfile)                 | Fantasia | Fantasia | Fantasia | Fantasia | Bateria | Bateria | Bateria | Bateria | Comissão de Frente | Comissão de Frente | Comissão de Frente | Comissão de Frente | Mestre-Sala & Porta-Bandeira | Mestre-Sala & Porta-Bandeira | Mestre-Sala & Porta-Bandeira | Mestre-Sala & Porta-Bandeira | Samba-Enredo | Samba-Enredo | Samba-Enredo | Samba-Enredo | Harmonia | Harmonia | Harmonia | Harmonia | Alegoria | Alegoria | Alegoria | Alegoria | Enredo | Enredo | Enredo | Enredo | Evolução | Evolução | Evolução | Evolução | P.   | TOTAL |
| Sexta-feira                                        | J1       | J2       | J3       | J4       | J1      | J2      | J3      | J4      | J1                 | J2                 | J3                 | J4                 | J1                           | J2                           | J3                           | J4                           | J1           | J2           | J3           | J4           | J1       | J2       | J3       | J4       | J1       | J2       | J3       | J4       | J1     | J2     | J3     | J4     | J1       | J2       | J3       | J4       |      |       |
| -------------------------------------------------- | -------- | -------- | -------- | -------- | ------- | ------- | ------- | ------- | ------------------ | ------------------ | ------------------ | ------------------ | ---------------------------- | ---------------------------- | ---------------------------- | ---------------------------- | ------------ | ------------ | ------------ | ------------ | -------- | -------- | -------- | -------- | -------- | -------- | -------- | -------- | ------ | ------ | ------ | ------ | -------- | -------- | -------- | -------- | ---- | ----- |
| Raízes                                             | 10       | 9,8      | 10       | 10       | 9,9     | 10      | 9,8     | 9,9     | 10                 | 10                 | 9,5                | 10                 | 9,9                          | 10                           | 9,9                          | 9,9                          | 10           | 10           | 10           | 9,8          | 9,9      | 10       | 10       | 10       | 9,8      | 10       | 9,5      | 9,8      | 10     | 9,5    | 9,6    | 9,6    | 10       | 9,8      | 9,8      | 10       | -0,2 | 268,0 |
| Imperatriz                                         | 10       | 10       | 10       | 10       | 10      | 10      | 9,9     | 10      | 10                 | 9,8                | 9,9                | 10                 | 10                           | 10                           | 10                           | 9,9                          | 9,8          | 9,9          | 9,8          | 9,9          | 9,8      | 9,9      | 10       | 10       | 9,9      | 10       | 9,9      | 10       | 9,9    | 9,7    | 9,8    | 9,9    | 10       | 9,4      | 10       | 10       |      | 268,9 |
| Peruche                                            | 10       | 9,9      | 10       | 10       | 10      | 10      | 9,9     | 10      | 10                 | 10                 | 10                 | 10                 | 10                           | 10                           | 10                           | 10                           | 10           | 10           | 10           | 10           | 10       | 10       | 10       | 10       | 10       | 10       | 10       | 10       | 10     | 9,9    | 9,8    | 10     | 10       | 9,3      | 9,9      | 9,8      |      | 269,6 |
| Torcida                                            | 10       | 10       | 9,8      | 10       | 10      | 10      | 9,8     | 10      | 10                 | 10                 | 10                 | 10                 | 10                           | 10                           | 10                           | 10                           | 9,9          | 9,9          | 9,9          | 10           | 10       | 10       | 10       | 9,9      | 9,9      | 9,9      | 9,9      | 10       | 9,9    | 9,5    | 10     | 9,8    | 10       | 10       | 10       | 9,9      |      | 269,3 |
| Pérola                                             | 10       | 10       | 10       | 10       | 10      | 10      | 9,8     | 10      | 10                 | 10                 | 10                 | 9,8                | 10                           | 10                           | 10                           | 10                           | 10           | 10           | 10           | 10           | 9,8      | 10       | 10       | 10       | 10       | 10       | 9,9      | 10       | 10     | 10     | 10     | 10     | 10       | 10       | 10       | 9,9      |      | 270,0 |
| Morro                                              | 10       | 9,9      | 10       | 10       | 10      | 10      | 9,9     | 10      | 9,9                | 10                 | 10                 | 10                 | 10                           | 10                           | 10                           | 9,9                          | 10           | 10           | 10           | 10           | 10       | 10       | 10       | 10       | 10       | 10       | 10       | 10       | 10     | 9,8    | 9,9    | 10     | 10       | 9,8      | 9,7      | 9,8      |      | 269,5 |
| Imperador                                          | 10       | 10       | 10       | 10       | 10      | 10      | 9,9     | 9,8     | 10                 | 10                 | 10                 | 10                 | 10                           | 10                           | 10                           | 10                           | 10           | 9,9          | 9,9          | 9,9          | 9,7      | 9,8      | 10       | 10       | 10       | 10       | 9,9      | 9,9      | 9,9    | 10     | 10     | 9,9    | 10       | 9,7      | 10       | 9,9      |      | 269,2 |
| Cidade Líder                                       | 10       | 10       | 10       | 10       | 10      | 10      | 9,9     | 10      | 10                 | 10                 | 9,8                | 9,5                | 9,9                          | 10                           | 10                           | 10                           | 9,9          | 10           | 9,8          | 10           | 10       | 10       | 10       | 10       | 10       | 10       | 9,9      | 10       | 10     | 10     | 10     | 9,9    | 10       | 9,9      | 10       | 9,9      |      | 269,6 |
| Brinco                                             | 10       | 9,9      | 9,8      | 10       | 9,9     | 10      | 9,9     | 10      | 10                 | 10                 | 9,9                | 9,9                | 9,9                          | 10                           | 10                           | 9,9                          | 9,9          | 10           | 10           | 10           | 9,9      | 10       | 10       | 10       | 9,9      | 9,9      | 9,9      | 9,8      | 9,8    | 10     | 9,8    | 9,5    | 9,9      | 9,8      | 10       | 10       |      | 268,8 |
| Camisa 12                                          | 10       | 10       | 10       | 10       | 10      | 10      | 9,9     | 10      | 10                 | 10                 | 10                 | 10                 | 10                           | 10                           | 10                           | 10                           | 10           | 10           | 10           | 10           | 10       | 10       | 10       | 10       | 10       | 10       | 10       | 10       | 10     | 10     | 10     | 9,9    | 10       | 9,8      | 9,9      | 9,7      |      | 269,7 |
| OBS.: A menor nota de cada quesito foi descartada. |          |          |          |          |         |         |         |         |                    |                    |                    |                    |                              |                              |                              |                              |              |              |              |              |          |          |          |          |          |          |          |          |        |        |        |        |          |          |          |          |      |       |

Classificação
Pérola Negra foi campeã com nota máxima de todos os jurados, garantindo seu retorno à segunda divisão, de onde foi rebaixada no ano anterior. A escola realizou um desfile sobre a representação feminina do orixá Exu. Vice-campeã, a Camisa 12 também conquistou acesso à segunda divisão, de onde estava afastada desde 2006, com um desfile sobre o Alafim de Oió. Últimas colocadas, Brinco da Marquesa e Raízes do Samba foram rebaixadas de volta para o Grupo Especial de Bairros. A leitura das notas foi realizada na noite de domingo, dia 23 de fevereiro de 2025, na Fábrica do Samba. Pela primeira vez, a apuração foi feita horas após ao término dos desfiles. 
| Pos | Escolas de Samba         | Enredo                                                                                 | Pts   | Classificação ou rebaixamento                    |
| --- | ------------------------ | -------------------------------------------------------------------------------------- | ----- | ------------------------------------------------ |
| 1   | Peróla Negra             | Exu Mulher                                                                             | 270   | Sobe para o Grupo de Acesso 1 2026               |
| 2   | Camisa 12                | Edun Ara Asé Idajo - Força que a Justiça                                               | 269,7 | Sobe para o Grupo de Acesso 1 2026               |
| 3   | Unidos do Peruche        | Axé Griô! Carlão do Peruche, o Cardeal Preto do Samba                                  | 269,6 |                                                  |
| 4   | Primeira da Cidade Líder | Ajodun Odé, em seus 40 anos de axé Pai Tinho celebra Oxóssi                            | 269,6 |                                                  |
| 5   | Morro da Casa Verde      | Saravá Umbanda! Uma história de luz, caridade e amor                                   | 269,5 |                                                  |
| 6   | Torcida Jovem do Santos  | Na Capital do Reggae, onde a natureza canta e o mundo se encanta. São Luís do Maranhão | 269,3 |                                                  |
| 7   | Imperador do Ipiranga    | Abrakadabra                                                                            | 269,2 |                                                  |
| 8   | Imperatriz da Paulicéia  | Eu queria que essa fantasia fosse eterna                                               | 268,9 |                                                  |
| 9   | Brinco da Marquesa       | A Marquesa na Cidade do Amor                                                           | 268,8 | Desce para o Grupo Especial de Bairros-UESP 2026 |
| 10  | Raízes do Samba          | De quem é a culpa?                                                                     | 268,0 | Desce para o Grupo Especial de Bairros-UESP 2026 |

### Grupo Especial de Bairros
O desfile do Grupo Especial de Bairros é organizado pela  União das Escolas de Samba de São Paulo (UESP) e realizado na avenida Eliseu de Almeida, Butantã.
Ordem de desfile
| Domingo (02/03/2025) | Segunda-feira (03/03/2025) |
| --- | --- |
| 1. Unidos do Vale Encantado 2. Unidos de Guaianases 3. Combinados de Sapopemba 4. Isso Memo 5. Lavapés Pirata Negro 6. Saudosa Maloca | 1. Amizade Zona Leste 2. Acadêmicos de São Jorge 3. Unidos de São Miguel 4. Unidos de Santa Bárbara 5. Uirapuru da Mooca 6. Leandro de Itaquera |

Notas 
| Agremiações (por ordem de desfile) | Alegoria | Alegoria | Alegoria | Enredo | Enredo | Enredo | Mestre Sala e Porta-Bandeira | Mestre Sala e Porta-Bandeira | Mestre Sala e Porta-Bandeira | Comissão de Frente | Comissão de Frente | Comissão de Frente | Fantasia | Fantasia | Fantasia | Samba-Enredo | Samba-Enredo | Samba-Enredo | Evolução | Evolução | Evolução | Harmonia | Harmonia | Harmonia | Bateria | Bateria | Bateria | P.   | TOTAL |
| Domingo                            | J1       | J2       | J3       | J1     | J2     | J3     | J1                           | J2                           | J3                           | J1                 | J2                 | J3                 | J1       | J2       | J3       | J1           | J2           | J3           | J1       | J2       | J3       | J1       | J2       | J3       | J1      | J2      | J3      |      |       |
| ---------------------------------- | -------- | -------- | -------- | ------ | ------ | ------ | ---------------------------- | ---------------------------- | ---------------------------- | ------------------ | ------------------ | ------------------ | -------- | -------- | -------- | ------------ | ------------ | ------------ | -------- | -------- | -------- | -------- | -------- | -------- | ------- | ------- | ------- | ---- | ----- |
| Vale Encantado                     | 9,9      | 9,9      | 9,8      | 9,8    | 9,9    | 10     | 9,9                          | 10                           | 9,7                          | 9,9                | 10                 | 9,9                | 9,9      | 9,9      | 9,8      | 9,9          | 9,9          | 9,8          | 9,9      | 9,8      | 9,8      | 9,8      | 9,8      | 9,7      | 10      | 9,9     | 10      | +0,2 | 266,8 |
| Unidos de Guaianases               | 0        | 0        | 0        | 9,8    | 9,8    | 10     | 9,9                          | 10                           | 9,9                          | 9,9                | 10                 | 10                 | 9,8      | 9,9      | 9,7      | 10           | 9,9          | 9,7          | 9,8      | 9,6      | 9,5      | 9,9      | 9,7      | 9,8      | 9,9     | 10      | 9,7     | -0,5 | 235,7 |
| Combinados de Sapopemba            | 10       | 9,8      | 9,9      | 9,8    | 9,8    | 9,9    | 9,8                          | 9,9                          | 9,8                          | 9,9                | 9,9                | 9,7                | 9,8      | 9,8      | 9,8      | 9,8          | 10           | 9,9          | 9,7      | 9,8      | 10       | 9,9      | 9,9      | 9,9      | 10      | 9,9     | 9,9     | +0,2 | 266,5 |
| Isso Memo                          | 10       | 9,9      | 9,9      | 9,8    | 9,9    | 9,9    | 9,9                          | 9,9                          | 10                           | 9,7                | 9,8                | 10                 | 9,8      | 9,8      | 9,8      | 9,8          | 10           | 10           | 9,8      | 9,7      | 9,8      | 9,9      | 9,8      | 9,9      | 9,9     | 9,8     | 9,8     | +0,2 | 266,5 |
| Lavapés Pirata Negro               | 10       | 10       | 10       | 10     | 10     | 10     | 9,9                          | 10                           | 10                           | 10                 | 10                 | 9,9                | 10       | 9,9      | 9,8      | 10           | 10           | 10           | 10       | 10       | 9,8      | 9,8      | 9,9      | 9,9      | 10      | 9,8     | 9,8     | +0,2 | 268,7 |
| Saudosa Maloca                     | 10       | 9,9      | 10       | 10     | 10     | 9,9    | 10                           | 10                           | 9,9                          | 9,9                | 9,9                | 10                 | 9,9      | 9,9      | 9,9      | 9,9          | 9,9          | 10           | 10       | 9,8      | 9,8      | 10       | 9,9      | 10       | 10      | 10      | 10      | +0,2 | 268,7 |
| Segunda-feira                      | J1       | J2       | J3       | J1     | J2     | J3     | J1                           | J2                           | J3                           | J1                 | J2                 | J3                 | J1       | J2       | J3       | J1           | J2           | J3           | J1       | J2       | J3       | J1       | J2       | J3       | J1      | J2      | J3      |      |       |
| Amizade Zona Leste                 | 10       | 9,9      | 9,9      | 9,8    | 9,9    | 10     | 10                           | 9,9                          | 9,9                          | 10                 | 10                 | 10                 | 9,8      | 9,9      | 9,9      | 9,8          | 10           | 9,9          | 10       | 10       | 9,9      | 10       | 10       | 10       | 10      | 10      | 10      | +0,2 | 268,7 |
| Acadêmicos de São Jorge            | 10       | 9,9      | 10       | 9,9    | 10     | 10     | 9,8                          | 9,7                          | 9,6                          | 10                 | 10                 | 10                 | 9,8      | 9,9      | 9,9      | 9,9          | 10           | 9,8          | 10       | 9,8      | 9,8      | 9,9      | 9,8      | 9,9      | 9,9     | 10      | 10      | +0,2 | 267,5 |
| Unidos de São Miguel               | 9,9      | 9,8      | 9,9      | 9,9    | 9,9    | 10     | 10                           | 10                           | 10                           | 10                 | 10                 | 9,9                | 9,8      | 9,9      | 9,9      | 10           | 9,8          | 9,9          | 10       | 9,8      | 9,9      | 9,9      | 9,9      | 9,9      | 9,9     | 10      | 9,9     | +0,2 | 268,0 |
| Unidos de Santa Bárbara            | 10       | 9,9      | 9,9      | 10     | 10     | 9,9    | 10                           | 9,9                          | 10                           | 10                 | 10                 | 10                 | 10       | 9,9      | 10       | 9,9          | 9,9          | 9,8          | 9,6      | 9,9      | 10       | 9,8      | 9,8      | 9,9      | 9,9     | 10      | 10      | +0,2 | 268,2 |
| Uirapuru da Mooca                  | 10       | 10       | 10       | 10     | 10     | 10     | 10                           | 10                           | 10                           | 10                 | 9,9                | 10                 | 9,9      | 9,9      | 9,9      | 9,8          | 9,9          | 10           | 10       | 10       | 9,8      | 9,9      | 9,9      | 9,9      | 10      | 10      | 10      | +0,2 | 269,0 |
| Leandro de Itaquera                | 10       | 9,9      | 9,9      | 9,8    | 9,8    | 9,9    | 10                           | 9,9                          | 10                           | 9,9                | 9,8                | 10                 | 9,8      | 9,8      | 10       | 9,9          | 9,7          | 9,9          | 9,7      | 9,9      | 9,7      | 9,8      | 9,8      | 9,9      | 10      | 9,9     | 10      | +0,2 | 266,9 |

Classificação
Uirapuru da Mooca venceu o Grupo Especial de Bairros com um desfile sobre Oxóssi. A Amizade Zona Leste foi vice-campeã com três décimos de diferença para o Uirapuru. A escola realizou um desfile sobre a caridade. As duas escolas foram promovidas à terceira divisão, de onde foram rebaixadas no ano anterior.
| Pos | Escolas de Samba         | Enredo                                                                                | Pts   | Classificação ou rebaixamento                         |
| --- | ------------------------ | ------------------------------------------------------------------------------------- | ----- | ----------------------------------------------------- |
| 1   | Uirapuru da Mooca        | Pra Oxóssi Dançar                                                                     | 269,0 | Sobe para o Grupo de Acesso 2 2026                    |
| 2   | Amizade Zona Leste       | Caridade                                                                              | 268,7 | Sobe para o Grupo de Acesso 2 2026                    |
| 3   | Saudosa Maloca           | Agrura-Tempo da Liberdade                                                             | 268,7 |                                                       |
| 4   | Lavapés Pirata Negro     | Xango Aganjú - O Alafin dos olhos de fogo                                             | 268,7 |                                                       |
| 5   | Unidos de Santa Bárbara  | Mãe Eu Te Amo! - Meu Eterno Diamante, a Tí Conjugo o Verbo Amar...                    | 268,2 |                                                       |
| 6   | Unidos de São Miguel     | Vem cá, meu dengo... meu colo é teu berço, regressem á mãe áfrica                     | 268,0 |                                                       |
| 7   | Acadêmicos de São Jorge  | A imagem Do Santo Guerreiro Em Procissão                                              | 267,5 |                                                       |
| 8   | Leandro de Itaquera      | Itoju, Um Grito De Alerta Para O Meio Ambiente                                        | 266,9 |                                                       |
| 9   | Unidos do Vale Encantado | O Fantástico Mundo Da Imaginação                                                      | 266,8 |                                                       |
| 10  | Combinados de Sapopemba  | Clara, Eternas Canções                                                                | 266,5 |                                                       |
| 11  | Isso Memo                | Meu Batuque E De Umbigada                                                             | 266,5 | Desce para o Grupo de Acesso de Bairros I - UESP 2026 |
| 12  | Unidos de Guaianazes     | Pra matar o preconceito é preciso resistir. Arruda para vencer, mulher preta no poder | 235,7 | Desce para o Grupo de Acesso de Bairros I - UESP 2026 |

### Grupo de Acesso de Bairros 1
O desfile do Grupo de Acesso de Bairros 1 é organizado pela  União das Escolas de Samba de São Paulo (UESP) e realizado na rua Alvinópolis, Vila Esperança.
Ordem de desfile
| Domingo (02/03/2025) | Segunda-feira (03/03/2025)                                                                                                  |
| --- | --- |
| 1. Prova de Fogo 2. Flor da Vila Dalila 3. Os Bambas 4. Mocidade Robruense 5. Torcida Uniformizada do Palmeiras 6. Penha | 1. Império Real 2. Tradição Albertinense 3. Império Lapeano 4. União Imperial 5. Filhos da Santa 6. União de Vila Albertina |

Notas
| Agremiações (por ordem de desfile) | Mestre Sala e Porta-Bandeira | Mestre Sala e Porta-Bandeira | Comissão de Frente | Comissão de Frente | Alegoria | Alegoria | Fantasia | Fantasia | Enredo | Enredo | Samba-Enredo | Samba-Enredo | Evolução | Evolução | Harmonia | Harmonia | Bateria | Bateria | P.   | TOTAL |
| Domingo                            | J1                           | J2                           | J1                 | J2                 | J1       | J2       | J1       | J2       | J1     | J2     | J1           | J2           | J1       | J2       | J1       | J2       | J1      | J2      |      |       |
| ---------------------------------- | ---------------------------- | ---------------------------- | ------------------ | ------------------ | -------- | -------- | -------- | -------- | ------ | ------ | ------------ | ------------ | -------- | -------- | -------- | -------- | ------- | ------- | ---- | ----- |
| Prova de Fogo                      | 9,9                          | 10                           | 10                 | 9,9                | 9,8      | 9,9      | 9,9      | 10       | 9,9    | 10     | 9,9          | 9,9          | 9,8      | 9,8      | 9,8      | 9,9      | 10      | 10      | +0,2 | 178,6 |
| Flor de Vila Dalila                | 10                           | 10                           | 9,9                | 10                 | 9,8      | 9,8      | 10       | 9,9      | 9,9    | 10     | 10           | 9,9          | 9,8      | 9,8      | 9,9      | 10       | 9,9     | 9,9     | +0,2 | 178,7 |
| Os Bambas                          | 9,8                          | 9,8                          | 10                 | 9,9                | 9,8      | 9,9      | 9,9      | 9,8      | 9,8    | 9,9    | 9,8          | 10           | 9,6      | 9,7      | 9,8      | 9,7      | 9,9     | 9,8     | +0,2 | 177,1 |
| Mocidade Robruense                 | 10                           | 10                           | 10                 | 10                 | 9,9      | 10       | 9,8      | 9,9      | 9,8    | 10     | 10           | 9,9          | 10       | 10       | 9,8      | 9,7      | 10      | 9,9     | +0,2 | 178,9 |
| TUP                                | 10                           | 9,8                          | 10                 | 9,9                | 9,8      | 9,9      | 9,9      | 10       | 10     | 10     | 10           | 9,8          | 9,9      | 9,8      | 9,8      | 9,8      | 9,9     | 10      | -0,5 | 177,8 |
| Penha                              | 10                           | 10                           | 9,9                | 10                 | 10       | 10       | 9,9      | 9,9      | 10     | 10     | 10           | 10           | 10       | 9,8      | 10       | 10       | 10      | 10      | +0,2 | 179,7 |
| Segunda-feira                      | J1                           | J2                           | J1                 | J2                 | J1       | J2       | J1       | J2       | J1     | J2     | J1           | J2           | J1       | J2       | J1       | J2       | J1      | J2      |      |       |
| Império Real                       | 9,9                          | 9,9                          | 10                 | 10                 | 9,8      | 9,8      | 9,9      | 9,8      | 10     | 9,9    | 9,9          | 9,8          | 10       | 10       | 9,9      | 9,8      | 10      | 10      | +0,2 | 178,6 |
| Tradição Abertinense               | 10                           | 9,9                          | 10                 | 9,9                | 9,8      | 9,9      | 10       | 10       | 10     | 9,9    | 10           | 9,9          | 10       | 10       | 9,8      | 9,9      | 9,9     | 9,9     | +0,2 | 179,0 |
| Império Lapeano                    | 9,9                          | 9,8                          | 10                 | 9,9                | 9,9      | 10       | 9,9      | 10       | 10     | 9,9    | 9,7          | 9,9          | 9,8      | 9,9      | 9,8      | 9,7      | 9,8     | 9,9     | +0,2 | 178,0 |
| União Imperial                     | 10                           | 9,8                          | 9,9                | 10                 | 9,8      | 9,9      | 9,8      | 9,8      | 9,8    | 10     | 10           | 10           | 9,9      | 10       | 9,8      | 9,9      | 9,9     | 9,8     | +0,2 | 178,3 |
| Filhos da Santa                    | 10                           | 10                           | 10                 | 10                 | 9,9      | 10       | 10       | 9,9      | 10     | 10     | 10           | 10           | 10       | 10       | 10       | 10       | 10      | 10      | +0,2 | 180,0 |
| União de Vila Albertina            | 10                           | 10                           | 10                 | 9,9                | 9,8      | 9,9      | 9,9      | 9,9      | 9,9    | 10     | 10           | 9,9          | 9,9      | 9,9      | 10       | 9,9      | 10      | 9,9     | +0,2 | 179,0 |

Classificação
| Pos | Escolas de Samba        | Enredo                                                                            | Pts   | Classificação ou rebaixamento                         |
| --- | ----------------------- | --------------------------------------------------------------------------------- | ----- | ----------------------------------------------------- |
| 1   | Filhos da Santa         | No Coração Da Cidade, Um Recanto Paulistano - Santa Cecília, Meu Bairro Meu Lugar | 180,0 | Sobe para o Grupo Especial de Bairros 2026            |
| 2   | Penha                   | Tambor, a Identidade Afro-brasileira                                              | 179,7 | Sobe para o Grupo Especial de Bairros 2026            |
| 3   | União da Vila Albertina | Água Da Vida, Água Pra Vida, Água Pra Lavar A Alma na Avenida                     | 179,0 |                                                       |
| 4   | Tradição Albertinense   | Sonho De Um Sonho Que Sonhei                                                      | 179,0 |                                                       |
| 5   | Mocidade Robruense      | At caelum - Veja a Imensidão                                                      | 178,9 |                                                       |
| 6   | Flor de Vila Dalila     | Eu Sou Dalila, Não Posso Negar                                                    | 178,7 |                                                       |
| 7   | Império Real            | Oni Sáá Wúré - Saudações ao Senhor do Tempo                                       | 178,6 |                                                       |
| 8   | Prova de Fogo           | Ubuntu                                                                            | 178,6 |                                                       |
| 9   | União Imperial          | Orgulho De Ser Brasileiro                                                         | 178,3 |                                                       |
| 10  | Império Lapeano         | Vem Dançar o Bumba Meu Boi com a Império Lapeano                                  | 178,0 |                                                       |
| 11  | TUP                     | Na Força da Minha Oração, Eu Celebro a Minha Fé                                   | 177,8 | Desce para o Grupo de Acesso de Bairros 2 - UESP 2026 |
| 12  | Os Bambas               | África, na Diáspora Brasil!                                                       | 177,1 | Desce para o Grupo de Acesso de Bairros 2 - UESP 2026 |

### Grupo de Acesso de Bairros 2
O desfile do Grupo de Acesso de Bairros 2 é organizado pela  União das Escolas de Samba de São Paulo (UESP) e realizado na rua Alvinópolis, Vila Esperança.
Ordem de desfile
| Sábado (01/03/2025) |
| --- |
| 1. Oba Oba 2. Filhos do Zaire 3. Passo de Ouro 4. Imperial da Vila Penteado 5. Cacique do Parque 6. Dragões de Vila Alpina 7. Príncipe Negro 8. Acadêmicos do Butantã 9. Em Cima da Hora Paulistana 10. União Independente da Zona Sul 11. Flor de Lis |

Notas
| Agremiações (por ordem de desfile) | Mestre Sala e Porta-Bandeira | Mestre Sala e Porta-Bandeira | Comissão de Frente | Comissão de Frente | Alegoria | Alegoria | Fantasia | Fantasia | Enredo | Enredo | Samba-Enredo | Samba-Enredo | Evolução | Evolução | Harmonia | Harmonia | Bateria | Bateria | P.   | TOTAL |
| Sábado                             | J1                           | J2                           | J1                 | J2                 | J1       | J2       | J1       | J2       | J1     | J2     | J1           | J2           | J1       | J2       | J1       | J2       | J1      | J2      |      |       |
| ---------------------------------- | ---------------------------- | ---------------------------- | ------------------ | ------------------ | -------- | -------- | -------- | -------- | ------ | ------ | ------------ | ------------ | -------- | -------- | -------- | -------- | ------- | ------- | ---- | ----- |
| Oba Oba                            | 10                           | 9,8                          | 10                 | 10                 | 9,9      | 9,9      | 9,7      | 9,9      | 10     | 9,9    | 9,9          | 10           | 9,8      | 9,9      | 10       | 10       | 9,8     | 9,9     | +0,2 | 178,6 |
| Filhos do Zaire                    | 10                           | 9,8                          | 9,8                | 10                 | 9,9      | 10       | 9,9      | 9,8      | 9,9    | 9,9    | 9,9          | 9,8          | 9,8      | 9,9      | 9,9      | 9,9      | 9,8     | 10      | +0,2 | 178,2 |
| Passo de Ouro                      | 10                           | 10                           | 9,7                | 9,9                | 10       | 9,8      | 9,8      | 9,8      | 9,8    | 9,8    | 9,8          | 9,9          | 9,8      | 9,8      | 9,8      | 9,8      | 9,7     | 10      | +0,2 | 177,4 |
| Imperial da Vila Penteado          | 9,7                          | 9,9                          | 10                 | 10                 | 9,8      | 9,8      | 9,7      | 9,8      | 10     | 9,9    | 10           | 9,9          | 9,9      | 9,8      | 10       | 10       | 9,8     | 9,9     | +0,2 | 178,1 |
| Cacique do Parque                  | 10                           | 9,9                          | 10                 | 10                 | 9,9      | 9,8      | 10       | 9,9      | 9,9    | 9,9    | 9,9          | 10           | 9,9      | 10       | 10       | 10       | 10      | 10      | +0,2 | 179,3 |
| Dragões de Vila Alpina             | 9,7                          | 9,8                          | 10                 | 10                 | 9,8      | 9,7      | 9,8      | 9,7      | 9,8    | 9,8    | 9,9          | 9,8          | 9,7      | 9,7      | 9,9      | 10       | 9,7     | 10      | +0,2 | 177   |
| Príncipe Negro                     | 10                           | 10                           | 9,9                | 10                 | 10       | 9,9      | 9,8      | 9,8      | 9,8    | 9,9    | 10           | 9,9          | 9,8      | 9,9      | 9,9      | 9,7      | 9,8     | 9,9     | +0,2 | 178,2 |
| Acadêmicos do Butantã              | 9,9                          | 9,9                          | 10                 | 10                 | 9,9      | 9,7      | 9,8      | 10       | 10     | 9,9    | 9,9          | 10           | 10       | 10       | 10       | 9,9      | 9,8     | 9,9     | +0,2 | 178,8 |
| Em Cima Da Hora Paulistana         | 9,7                          | 9,7                          | 9,8                | 10                 | 9,9      | 9,8      | 10       | 9,8      | 9,9    | 10     | 9,9          | 10           | 9,7      | 9,7      | 9,8      | 9,5      | 9,8     | 10      | +0,2 | 177,2 |
| União Independente da Zona Sul     | 10                           | 10                           | 9,7                | 9,9                | 9,9      | 10       | 10       | 9,9      | 10     | 9,9    | 9,9          | 9,9          | 9,9      | 10       | 10       | 9,9      | 10      | 10      | +0,2 | 179,1 |
| Flor de Lis                        | 10                           | 9,9                          | 9,8                | 9,8                | 10       | 9,9      | 10       | 9,9      | 10     | 10     | 10           | 10           | 9,8      | 9,8      | 10       | 9,4      | 9,9     | 9,9     | +0,2 | 178,3 |

Classificação
| Pos | Escolas de Samba               | Enredo                                                                         | Pts   | Classificação ou rebaixamento                         |
| --- | ------------------------------ | ------------------------------------------------------------------------------ | ----- | ----------------------------------------------------- |
| 1   | Cacique do Parque              | Mata minha sede?                                                               | 179,3 | Sobe para o Grupo de Acesso de Bairros 1 2026         |
| 2   | União Independente da Zona Sul | Reflorescer                                                                    | 179,1 | Sobe para o Grupo de Acesso de Bairros 1 2026         |
| 3   | Acadêmicos do Butantã          | O Império de Mali                                                              | 178,8 |                                                       |
| 4   | Oba-Oba                        | Simplesmente Azul. Maravilhosamente Azul. Deslumbrantemente... Azul!           | 178,6 |                                                       |
| 5   | Flor de Lis                    | Vai, Brasil Festeiro. Dançando o Ano Inteiro, Revivendo o Folclore Brasileiro  | 178,3 |                                                       |
| 6   | Filhos do Zaire                | Sagrada Mãe, um Eterno Amor                                                    | 178,2 |                                                       |
| 7   | Príncipe Negro                 | A Herança de um Povo: Príncipe Negro Canta o Legado Africano e Suas Riquezas   | 178,2 |                                                       |
| 8   | Imperial da Vila Penteado      | Fé Sagrada e Crença - A Diversidade na Construção de um Diálogo Interreligioso | 178,1 |                                                       |
| 9   | Passo de Ouro                  | Poder do Povo Preto - Passo de Ouro é Essência e Resistência                   | 177,4 | Desce para o Grupo de Acesso de Bairros 3 - UESP 2026 |
| 10  | Em Cima da Hora Paulistana     | Sua Alteza, Príncipe de Gales - Exu Pinga Fogo                                 | 177,2 | Desce para o Grupo de Acesso de Bairros 3 - UESP 2026 |
| 11  | Dragões de Vila Alpina         | O Canto das Matas. Contos e Lendas, um Grito de Dor                            | 177   | Desce para o Grupo de Acesso de Bairros 3 - UESP 2026 |

### Grupo de Acesso de Bairros 3
O desfile do Grupo de Acesso de Bairros 3 é organizado pela  União das Escolas de Samba de São Paulo (UESP) e realizado na avenida Eliseu de Almeida, Butantã.
Ordem de desfile
| Sábado (01/03/2025) |
| --- |
| 1. Paulistanos da Glória 2. Estação Invernada 3. Raízes de Vila Prudente 4. Só Vou Se Você For 5. Iracema Meu Grande Amor 6. Tradição do Cangaíba 7. Acadêmicos do Ipiranga 8. Unidos do Jaçanã 9. Acadêmicos do Campo Limpo 10. Explosão da Zona Norte 11. Leões da Zona Oeste 12. Cabeções de Vila Prudente 13. Império do Samba COHAB II 14. Joia da Coroa |

Notas
| Agremiações (por ordem de desfile) | Mestre Sala e Porta-Bandeira | Mestre Sala e Porta-Bandeira | Comissão de Frente | Comissão de Frente | Alegoria | Alegoria | Fantasia | Fantasia | Enredo | Enredo | Samba-Enredo | Samba-Enredo | Evolução | Evolução | Harmonia | Harmonia | Bateria | Bateria | P.   | TOTAL |
| Sábado                             | J1                           | J2                           | J1                 | J2                 | J1       | J2       | J1       | J2       | J1     | J2     | J1           | J2           | J1       | J2       | J1       | J2       | J1      | J2      |      |       |
| ---------------------------------- | ---------------------------- | ---------------------------- | ------------------ | ------------------ | -------- | -------- | -------- | -------- | ------ | ------ | ------------ | ------------ | -------- | -------- | -------- | -------- | ------- | ------- | ---- | ----- |
| Paulistanos da Glória              | 9,9                          | 10                           | 10                 | 9,8                | 9,9      | 9,8      | 9,7      | 9,7      | 9,6    | 9,8    | 9,8          | 9,9          | 9,8      | 9,8      | 9,7      | 9,8      | 9,8     | 9,7     | -2,0 | 174,5 |
| Estação Invernada                  | 10                           | 10                           | 9,7                | 9,9                | 10       | 10       | 9,9      | 10       | 9,9    | 10     | 9,8          | 10           | 9,7      | 9,9      | 10       | 9,9      | 10      | 10      | +0,2 | 178,9 |
| Raízes de Vila Prudente            | 9,9                          | 9,8                          | 9,7                | 10                 | 9,7      | 9,8      | 9,8      | 9,9      | 9,7    | 9,9    | 9,9          | 9,9          | 9,6      | 9,7      | 10       | 9,9      | 9,9     | 9,9     | -0,3 | 176,7 |
| Só Vou Se Você For                 | 10                           | 10                           | 10                 | 9,9                | 9,7      | 9,7      | 9,7      | 9,8      | 9,7    | 9,9    | 9,8          | 10           | 9,6      | 10       | 9,8      | 9,8      | 10      | 10      | +0,2 | 177,6 |
| Iracema Meu Grande Amor            | 10                           | 9,9                          | 10                 | 10                 | 9,7      | 9,7      | 9,8      | 9,9      | 9,7    | 10     | 9,9          | 9,9          | 9,8      | 9,7      | 9,9      | 9,8      | 10      | 10      | -0,5 | 177,2 |
| Tradição do Cangaíba               | 9,8                          | 9,8                          | 10                 | 10                 | 10       | 9,9      | 9,9      | 9,9      | 9,8    | 10     | 9,8          | 9,9          | 10       | 10       | 10       | 9,8      | 10      | 10      | -2,2 | 176,4 |
| Acadêmicos do Ipiranga             | 10                           | 10                           | 10                 | 10                 | 10       | 10       | 9,9      | 10       | 10     | 10     | 9,9          | 10           | 10       | 10       | 10       | 10       | 10      | 10      | +0,2 | 180   |
| Unidos do Jaçanã                   | 10                           | 10                           | 10                 | 10                 | 9,9      | 10       | 9,9      | 9,9      | 9,8    | 9,9    | 9,8          | 9,8          | 9,9      | 9,9      | 10       | 9,8      | 10      | 10      | +0,2 | 178,8 |
| Acadêmicos do Campo Limpo          | 10                           | 9,9                          | 10                 | 9,9                | 10       | 10       | 9,9      | 10       | 9,9    | 10     | 10           | 10           | 10       | 10       | 10       | 9,8      | 10      | 9,9     | +0,2 | 179,5 |
| Explosão Zona Norte                | 9,9                          | 10                           | 10                 | 10                 | 9,8      | 9,9      | 9,9      | 10       | 9,9    | 10     | 9,8          | 9,9          | 9,6      | 9,8      | 9,9      | 9,8      | 9,9     | 9,9     | +0,2 | 178,2 |
| Leões da Zona Oeste                | 9,8                          | 9,7                          | 10                 | 10                 | 9,9      | 10       | 9,9      | 9,9      | 9,9    | 9,9    | 9,9          | 9,9          | 10       | 9,8      | 9,8      | 9,8      | 10      | 9,8     | +0,2 | 178,2 |
| Cabeções de Vila Prudente          | 10                           | 9,9                          | 9,7                | 10                 | 9,6      | 9,9      | 9,9      | 9,9      | 10     | 10     | 10           | 10           | 9,6      | 9,9      | 10       | 9,8      | 10      | 10      | +0,2 | 178,4 |
| Império do Samba COHAB II          | 10                           | 9,9                          | 10                 | 10                 | 9,9      | 10       | 9,8      | 9,9      | 9,7    | 9,9    | 10           | 10           | 9,8      | 9,9      | 9,9      | 9,8      | 10      | 10      | -1,2 | 177,3 |
| Joia da Coroa                      | 10                           | 10                           | 10                 | 10                 | 10       | 10       | 10       | 10       | 10     | 10     | 9,9          | 9,9          | 10       | 10       | 10       | 9,9      | 10      | 10      | +0,2 | 179,9 |

Classificação
| Pos | Escolas de Samba          | Enredo                                                                           | Pts   | Classificação ou rebaixamento                       |
| --- | ------------------------- | -------------------------------------------------------------------------------- | ----- | --------------------------------------------------- |
| 1   | Acadêmicos do Ipiranga    | Um Homem, Uma Missão                                                             | 180.0 | Sobe para o Grupo de Acesso de Bairros 2 -UESP 2026 |
| 2   | Joia da Coroa             | Giras de Umbanda – Metade de Mim é Fé, Metade de Mim é Axé                       | 179.9 | Sobe para o Grupo de Acesso de Bairros 2 -UESP 2026 |
| 3   | Acadêmicos do Campo Limpo | Da Caça ao Caçador, Oxóssi Guerreiro Protetor!                                   | 179.5 |                                                     |
| 4   | Estação Invernada         | Por Entre Becos e Vielas, Sejam Bem-vindos à Favela!                             | 178.9 |                                                     |
| 5   | Unidos do Jaçanã          | Um Amor Faz Sofrer, Desamor Faz Chorar                                           | 178.8 |                                                     |
| 6   | Cabeções de Vila Prudente | Do Iorubá ao Reino de Oyó (Reedição da mesma de 1981)                            | 178.4 |                                                     |
| 7   | Leões da Zona Oeste       | Um Conto de Águia e Leões                                                        | 178.2 |                                                     |
| 8   | Explosão da Zona Norte    | O Alimento que Nutre o Corpo e Alma                                              | 178.2 |                                                     |
| 9   | Só Vou se Você For        | Galanga, o Escravo que se Tornou Chico Rei nas Minas Gerais do Século XVIII      | 177.6 |                                                     |
| 10  | Império do Samba Cohab II | Hilária Batista de Almeida (Tia Ciata)                                           | 177.3 |                                                     |
| 11  | Iracema Meu Grande Amor   | Em Noite de Kizomba, a Iracema Exalta Obá Sobá José Mendes Ferreira              | 177.2 |                                                     |
| 12  | Raizes de Vila Prudente   | No Rufar do Tambor, Raízes Exalta Ogum. Guardião dos Caminhos na Avenida e na Fé | 176.7 |                                                     |
| 13  | Tradição do Cangaíba      | Dona Danga, Baiana de Fé e Samba no Pé                                           | 176.4 |                                                     |
| 14  | Paulistanos da Glória     | Gloriosamente... Zona Leste Somos Nós!                                           | 174.5 |                                                     |

## Blocos
Os desfiles são organizados pela  União das Escolas de Samba de São Paulo (UESP) e realizado na rua Alvinópolis, Vila Esperança.

### Blocos Especiais
Notas
| Blocos de Fantasia (por ordem de desfile) | Porta-Estandarte | Porta-Estandarte | Porta-Estandarte | Abre Alas | Abre Alas | Abre Alas | Fantasia | Fantasia | Fantasia | Samba | Samba | Samba | Empolgação | Empolgação | Empolgação | Bateria | Bateria | Bateria | P.   | TOTAL |
| Sábado (22/02)                            | J1               | J2               | J3               | J1        | J2        | J3        | J1       | J2       | J3       | J1    | J2    | J3    | J1         | J2         | J3         | J1      | J2      | J3      |      |       |
| ----------------------------------------- | ---------------- | ---------------- | ---------------- | --------- | --------- | --------- | -------- | -------- | -------- | ----- | ----- | ----- | ---------- | ---------- | ---------- | ------- | ------- | ------- | ---- | ----- |
| Não Empurra Que É Pior                    | 9,7              | 9,9              | 9,7              | 10        | 9,9       | 9,9       | 9,8      | 9,9      | 9,8      | 9,8   | 9,9   | 9,9   | 10         | 9,9        | 9,9        | 9,9     | 10      | 9,8     | +0,2 | 177,9 |
| Chorôes da Tia Gê                         | 10               | 10               | 10               | 10        | 10        | 9,9       | 10       | 10       | 10       | 9,9   | 9,8   | 9,8   | 10         | 10         | 10         | 10      | 10      | 10      | +0,2 | 179,6 |
| Pavilhão Nove                             | 10               | 10               | 10               | 9,8       | 9,9       | 9,9       | 9,9      | 9,9      | 9,8      | 9,9   | 9,9   | 9,8   | 9,9        | 9,9        | 9,8        | 9,9     | 10      | 9,9     | +0,2 | 178,4 |
| Unidos dos Palmares                       | 10               | 10               | 10               | 9,8       | 9,8       | 9,9       | 9,8      | 10       | 10       | 9,9   | 9,9   | 9,8   | 10         | 10         | 10         | 10      | 9,9     | 10      | +0,2 | 179,0 |
| Inajar de Souza                           | 9,9              | 10               | 10               | 9,9       | 9,9       | 10        | 9,9      | 10       | 9,9      | 9,8   | 9,9   | 9,7   | 9,9        | 9,9        | 9,9        | 10      | 10      | 9,9     | +0,2 | 178,7 |
| Unidos do Guaraú                          | 9,9              | 9,9              | 9,9              | 10        | 10        | 10        | 9,8      | 10       | 9,9      | 9,9   | 9,8   | 9,8   | 10         | 9,9        | 9,7        | 9,9     | 10      | 9,9     | -0,3 | 178,0 |
| Domingo (23/02)                           | J1               | J2               | J3               | J1        | J2        | J3        | J1       | J2       | J3       | J1    | J2    | J3    | J1         | J2         | J3         | J1      | J2      | J3      |      |       |
| Mocidade Independente da Zona Leste       | 10               | 10               | 10               | 10        | 9,9       | 10        | 10       | 9,9      | 10       | 10    | 10    | 10    | 10         | 10         | 10         | 10      | 10      | 9,9     | +0,2 | 179,9 |
| Mocidade Amazonense                       | 10               | 9,9              | 10               | 10        | 10        | 10        | 10       | 10       | 10       | 9,9   | 9,9   | 9,9   | 10         | 10         | 10         | 10      | 10      | 10      | +0,2 | 179,8 |
| Caprichosos do Piqueri                    | 9,8              | 10               | 10               | 10        | 9,9       | 9,9       | 9,9      | 10       | 10       | 9,9   | 9,9   | 9,9   | 10         | 9,9        | 10         | 10      | 10      | 10      | +0,2 | 179,3 |
| Garotos da Vila                           | 9,9              | 10               | 9,9              | 10        | 9,9       | 9,9       | 9,9      | 9,9      | 10       | 9,8   | 9,9   | 9,8   | 9,9        | 10         | 9,9        | 10      | 9,8     | 10      | +0,2 | 178,7 |
| Vovó Bolão                                | 10               | 9,9              | 10               | 10        | 9,9       | 9,9       | 9,9      | 10       | 9,9      | 10    | 10    | 10    | 10         | 9,9        | 10         | 10      | 9,9     | 10      | +0,2 | 179,5 |
| Kacike da Vila                            | 10               | 10               | 9,9              | 9,8       | 9,8       | 10        | 9,9      | 10       | 9,9      | 9,9   | 9,8   | 9,8   | 9,8        | 10         | 10         | 10      | 9,9     | 10      | +0,2 | 178,7 |

Classificação
| Pos | Bloco                               | Tema                                     | Pts   | Classificação ou rebaixamento      |
| --- | ----------------------------------- | ---------------------------------------- | ----- | ---------------------------------- |
| 1   | Mocidade Independente da Zona Leste | Vem brincar com a Mocidade               | 179,9 | Campeã                             |
| 2   | Mocidade Amazonense                 | Cinema                                   | 179,8 | Vice-Campeã                        |
| 3   | Chorões da Tia Gê                   |                                          | 179,6 |                                    |
| 4   | Vovó Bolão                          |                                          | 179,5 |                                    |
| 5   | Caprichosos do Piqueri              | Os Continentes                           | 179,3 |                                    |
| 6   | Unidos do Palmares                  | Alice no País das Maravilhas             | 179,0 |                                    |
| 7   | Kacike da Vila                      | Respeite o Meu Cocar                     | 178,7 |                                    |
| 8   | Inajar de Souza                     |                                          | 178,7 |                                    |
| 9   | Garotos da Vila                     |                                          | 178,7 |                                    |
| 10  | Pavilhão Nove                       | Chegou Pavilhão Nove, o bloco do terror! | 178,4 | Rebaixados para o Acesso de Blocos |
| 11  | Unidos do Guaraú                    | Sou Brasileiro, Sou Festeiro             | 178,0 | Rebaixados para o Acesso de Blocos |
| 12  | Não Empurra Que É Pior              | Bumba, meu Boi Bumbá!                    | 177,9 | Rebaixados para o Acesso de Blocos |

### Acesso de Blocos
Notas 
| Blocos de Fantasia (por ordem de desfile) | Porta-Estandarte | Porta-Estandarte | Porta-Estandarte | Abre Alas | Abre Alas | Abre Alas | Fantasia | Fantasia | Fantasia | Samba | Samba | Samba | Empolgação | Empolgação | Empolgação | Bateria | Bateria | Bateria | P.   | TOTAL |
| Sábado (22/02)                            | J1               | J2               | J3               | J1        | J2        | J3        | J1       | J2       | J3       | J1    | J2    | J3    | J1         | J2         | J3         | J1      | J2      | J3      |      |       |
| ----------------------------------------- | ---------------- | ---------------- | ---------------- | --------- | --------- | --------- | -------- | -------- | -------- | ----- | ----- | ----- | ---------- | ---------- | ---------- | ------- | ------- | ------- | ---- | ----- |
| União da Trindade                         | 9,9              | 9,9              | 9,8              | 10        | 10        | 10        | 9,9      | 10       | 10       | 9,9   | 9,8   | 9,9   | 10         | 9,9        | 9,8        | 9,9     | 10      | 9,9     | -2,1 | 176,5 |
| Unidos do Abaeté                          | 9,7              | 9,8              | 9,8              | 9,9       | 9,9       | 9,9       | 9,8      | 9,9      | 9,9      | 10    | 10    | 10    | 9,8        | 10         | 10         | 10      | 9,9     | 9,8     | +0,2 | 178,4 |
| Imperatriz do Jaraguá                     | 10               | 9,8              | 10               | 9,9       | 9,9       | 10        | 10       | 10       | 9,9      | 10    | 10    | 10    | 10         | 9,8        | 10         | 10      | 10      | 10      | +0,2 | 179,5 |
| Domingo (23/02)                           | J1               | J2               | J3               | J1        | J2        | J3        | J1       | J2       | J3       | J1    | J2    | J3    | J1         | J2         | J3         | J1      | J2      | J3      |      |       |
| Império do Morro                          | 9,9              | 9,9              | 9,8              | 9,9       | 9,8       | 9,9       | 9,9      | 9,9      | 9,9      | 9,9   | 9,9   | 9,9   | 9,8        | 9,9        | 9,9        | 10      | 9,9     | 10      | +0,2 | 178,3 |
| Unidos do Pé Grande                       | 10               | 10               | 9,9              | 9,9       | 9,8       | 10        | 9,8      | 10       | 9,8      | 9,9   | 9,8   | 9,8   | 10         | 9,9        | 9,8        | 10      | 9,8     | 9,9     | +0,2 | 178,3 |
| Caprichosos da Zona Sul                   | 10               | 10               | 10               | 0         | 0         | 0         | 9,7      | 9,9      | 9,9      | 10    | 10    | 10    | 10         | 9,9        | 9,8        | 10      | 10      | 9,8     | -1,7 | 147,3 |

Classificação
| Pos | Bloco                   | Tema | Pts   | Classificação ou rebaixamento          |
| --- | ----------------------- | ---- | ----- | -------------------------------------- |
| 1   | Imperatriz do Jaraguá   |      | 179,5 | Sobem para o grupo de Blocos Especiais |
| 2   | Unidos do Abaeté        |      | 178,4 | Sobem para o grupo de Blocos Especiais |
| 3   | Império do Morro        |      | 178,3 |                                        |
| 4   | Unidos do Pé Grande     |      | 178,3 |                                        |
| 5   | União da Trindade       |      | 176,5 |                                        |
| 6   | Caprichosos da Zona Sul |      | 147,3 |                                        |